# Fomento (Cuba)
Pour les articles homonymes, voir Fomento.
Fomento est une ville et une municipalité de Cuba dans la province de Sancti Spíritus.

## Géographie

### Situation
Fomento est au centre de l'île de Cuba, dans l'ouest de la province de Sancti Spíritus, à 323 km sud-est de La Havane et 47 km nord-ouest de sa capitale de province Sancti Spíritus.

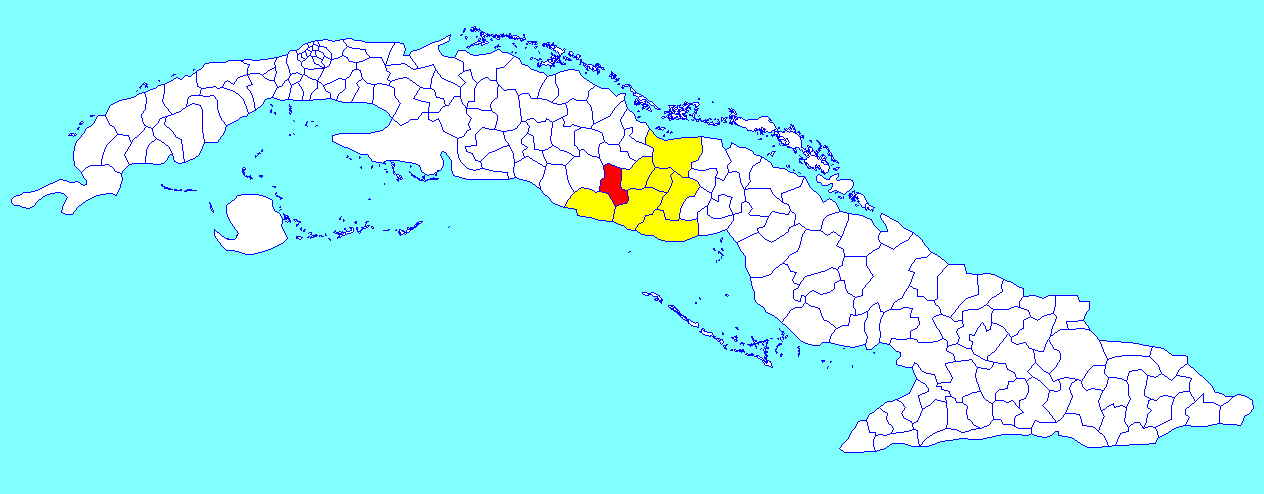
Municipalité de Fomento dans la province de Sancti Spíritus

### Divisions administratives
La municipalité compte huit consejos populares :
- Norte
- Sur
- Agabama
- La Redonda
- Sopimpa
- Pedrero
- Jíquima
- El Ñame

## Population
En 2022 la population de la municipalité est estimée à 31 131 habitants. Pour une surface de 474,3 km2, la densité est de 65,63 habitants/km².

## Personnalités nées à Fomento
- Senel Paz, écrivain et scénariste, né en 1950
- Kendrys Morales, joueur de baseball né en 1983